# 曼德里察拉區
16°18′S 48°59′E / 16.300°S 48.983°E

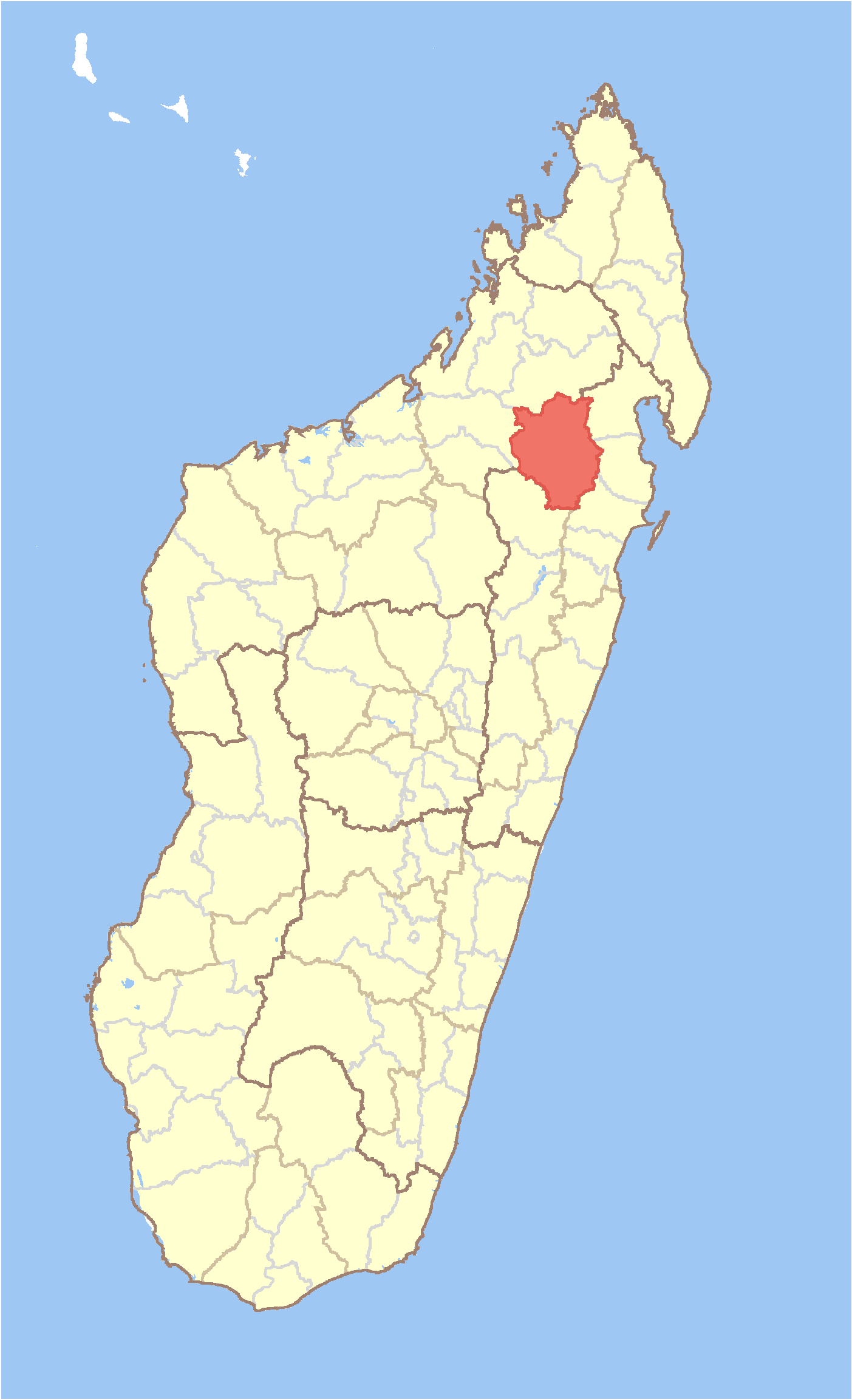

曼德里察拉區，是馬達加斯加的行政區，位於該國西北部，由索非亞區負責管轄，首府設於曼德里察拉，面積10,512平方公里，2011年人口240,658，人口密度每平方公里23人。